# Henry Cattan
Pour les articles homonymes, voir Cattan.
Henry Cattan, né à Jérusalem le 26 février 1906 et mort à Neuilly-sur-Seine le 17 avril 1992, est un écrivain et un juriste international palestinien.

## Biographie
Cattan est le fils de Naklih Cattan, né dans l'actuelle Jérusalem-Ouest. Il étudia à l'Université de Paris ainsi qu'à l'Université de Londres. Après avoir obtenu son diplôme d'avocat, il enseigna à l'Université de droit de Jérusalem de 1932 à 1942. Il occupa ses fonctions d'avocat dans la Palestine mandataire et en Syrie. Il fut aussi membre du Haut Comité arabe. Il fut membre du Conseil juridique de Palestine jusqu'en 1948.
En avril 1947, il fut désigné par la Commission spéciale des Nations unies pour la Palestine (United Nations Special Comittee on Palestine, UNSCOP) afin de plaider pour la cause palestinienne face aux onze membres de la commission,. Il représenta le Haut Comité arabe à l'Assemblée générale des Nations unies en 1947 et 1948, aux côtés de Rajai Husseini, Emil Ghouri, Wasef Kamal, Issa Nakhleh et Rasem Khalidi.
Il fut conseiller juridique de la ligue arabe.

## Publications
- Palestine, the Arabs, and Israel (1969)
- Palestine and International Law : The Légal Aspects of the Arab-Israeli Conflict, Londres/New-York : Longman, 1976 (deuxième édition), XIX-362 pages
- The Palestine Question (1988)
- Palestine: The Road to Peace
- Palestine and International Law